# Mouvement communiste français marxiste-léniniste
Le Mouvement communiste français (MCF), dont le nom est adopté le 25 juin 1966 par la Fédération des cercles marxistes-léninistes de France (FCML), défend des positions maoïstes et continue à publier le mensuel L'Humanité nouvelle qui devient hebdomadaire à partir d'octobre 1966. Les militants maoïstes se heurtent violemment à ceux du PCF. Des commandos du PCF attaquent ainsi à plusieurs reprises les meetings maoïstes. Le 31 décembre 1967, au congrès de Puyricard, le MCF se transforme en Parti communiste marxiste-léniniste de France (PCMLF).